# Sigismondo
Sigismondo (título original en italiano; en español, Segismundo) es una ópera seria en dos actos con música de Gioachino Rossini y libreto en italiano de Giuseppe Maria Foppa. Se estrenó en el Teatro La Fenice de Venecia el 26 de diciembre de 1814.
Sigismondo fue estrenada sin recibir gran acogida. El trabajo tuvo poca circulación y fue completamente olvidado. En el año 1992 se repuso en Rovigo y Trieste, con una joven Sonia Ganassi en el papel protagonista. Parte de la música fue utilizada por Rossini por la siguiente ópera Elisabetta, regina d'Inghilterra.	
Esta ópera rara vez se representa en la actualidad; en las estadísticas de Operabase aparece con sólo una representación en el período 2005-2010. 